# Mycocryptospora anthostomoides
Mycocryptospora anthostomoides är en svampart som först beskrevs av Heinrich Rehm, och fick sitt nu gällande namn 1987 av James Reid och Colin Booth. Arten ingår i släktet Mycocryptospora i klassen Dothideomycetes och divisionen sporsäcksvampar. Inga underarter finns listade i Catalogue of Life.